# プロトポルフィリノーゲンオキシダーゼ
プロトポルフィリノーゲンオキシダーゼ（protoporphyrinogen oxidase）は、ヘム合成の7番目の反応に関与する酸化還元酵素である。
プロトポルフィリノーゲンオキシダーゼはプロトポルフィリノーゲンIXから水素原子を切り離し、プロトポルフィリンIXに変換する。
```
 ---> 

プロトポルフィリノーゲンIX
       
プロトポルフィリンIX
```